# NGC 806
NGC 806 é uma galáxia espiral na direção da constelação de Cetus. O objeto foi descoberto pelo astrônomo Lewis Swift em 1886, usando um telescópio refletor com abertura de 16 polegadas. Devido a sua moderada magnitude aparente (+14,1), é visível apenas com telescópios amadores ou com equipamentos superiores.